# Dermacentor variabilis
Dermacentor variabilis е паразитен евроазиатски иксодов кърлеж при хора, бозайници и птици, основен вектор на заболяванията Треска от Скалистите планини, Анаплазмоза, Човешка гранулоцитна ерлихиоза и Туларемия. Въпреки че е преносител на Borrelia burgdorferi, причинител на лаймската блест той не е приеман за вектор на това заболяване.

## Разпространение
Видът е разпространен в източната част на САЩ, най-вече на изток от Скалистите планини (от Монтана до Южен Тексас), както и изолирана популация в Калифорния и тихоокеанския северозапад на САЩ. В Канада видът е разпространен в южните части на страната източно от провинция Саскачеван. В Мексико се среща в североизточната му част в близост до границата със САЩ.

## Особености
Кърлежите от този вид обикновено са по-едри в сравнение с други родствени видове. Тялото е закръглено или овално. Възрастните и нимфите са с осем крака, а ларвите – с шест. Видът е полово диморфен като женските са по-едри от мъжките.